# Varanus panoptes
El monitor Argus o monitor de manchas amarillas (Varanus panoptes) es un lagarto monitor que se encuentra en las regiones nortes de Australia y el sur de Nueva Guinea. También es conocido comúnmente como monitor de manchas amarillas
Existen al menos dos subespecies australianas: una al oeste de Australia Varanus panoptes rubidus (rubidus en referencia a su coloración rojiza), mientras que la subespecie de Tierra de Arnhem, la de Kimberley (Australia Occidental) y Península del Cabo York es Varanus panoptes panoptes., la variedad de Nueva Guinea es Varanus panoptes horni.

## Características físicas
El tamaño del Monitor Argus difiere grandemente entre los diferentes sexos; la hembra alcanza un largo promedio de 3 pies (90cm), mientras que el macho alcanza un largo promedio de 4-5 pies (120-140cm), siendo los animales más largos V. panoptes panoptes vs. V. panoptes horni. Es un monitor razonablemente esbelto y tiene la constitución que usualmente poseen sus primos africanos. La mayoría de Monitores Argus son de color amarillo, con fondo café o negro bronceado. Su color varia según el lugar de origen o del individuo.

## Comportamiento
El Monitor Argus es un predador versátil y vive en una gran variedad de biomas y hábitats. Son primordialmente terrestres, por lo cual pasan la mayor parte de su tiempo en tierra. Esta especie es un ávido excavador y cavara largos escondites o tomará alguno previamente cavado, donde pasarán una considerable porción de su tiempo. A pesar de esto, pasarán parte de su tiempo en árboles o en agua.
Estos grandes lagartos son rápidos y correrán hasta 100 yardas/91,44 metros al árbol o escondite más cercano cuando son perseguidos. El Monitor Argus es ribereño, por lo cual usualmente puede ser encontrado alrededor de una fuente permanente de agua. El Monitor Argus usualmente se apoya en sus patas traseras, apoyado con la cola, con la finalidad de detectar posibles presas o enemigos desde la distancia. Exhiben este comportamiento regularmente en cautividad. Este hábito les provee de una característica única que los separa de la mayoría de monitores.
En Tierra de Arnhem, ponen de 6 a 13 huevos entre enero y febrero.
Sus presas consisten de todo aquello que puedan dominar. Esto incluye peces, cangrejos, pequeñas aves, roedores, insectos e incluso otros lagartos monitores. El Monitor Argus frecuentemente depreda al monitor enano, con quien comparte su hábitat. El goanna cola espinosa y el monitor piedra también son depredados. El Monitor Argus posee grandes sentidos, siendo el olfato el más agudo. Como todos los monitores, el Argus tiene lengua bífida y el Órgano de Jacobson. Utiliza este órgano de la misma manera que las serpientes y se le puede observar sacar su lengua en busca de alimento.
Con tan voraz apetito, el Monitor Argus es un interesante animal y es excelente para programas de reproducción. El Monitor Argus atacara las manos si no ha sido alimentado recientemente. Usualmente se les denomina como "pozos sin fondo" porque pueden almacenar increíbles cantidades de alimento en sus estómagos.
Estudios recientes sugieren que infestaciones de Rhinella marina ha dañado enormemente la población del Monitor Argus. Se estima que sus números han descendido hasta un 90% en muchas áreas.